# EF-Tu

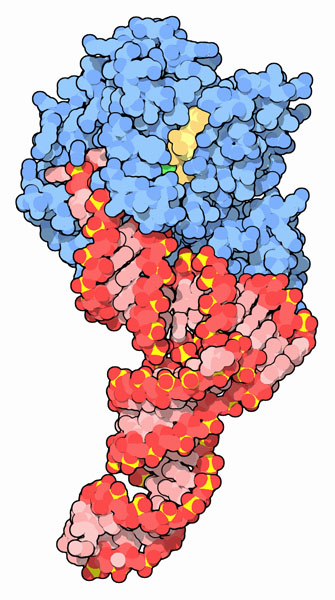
La EF-Tu fue la molécula del mes de PDB en septiembre de 2006. Aquí en azul se encuentra la EF-Tu, en rojo: ARNt, y en amarillo: GDP.

El Factor de elongación termoinestable o EF-Tu (en inglés Elongation Factor Thermo unstable) es uno de los factores de elongación bacterianos. Los factores de elongación forman parte del mecanismo que sintetiza nuevas proteínas por traducción en el ribosoma. En este mecanismo se van enlazando aminoácidos individuales a la proteína en crecimiento por medio de ARNs de transferencia que encajan complementariamente sobre una cadena de ARN mensajero. Los ribosomas fabrican una proteína siguiendo la secuencia de codones que presenta el ARNm y facilitando la unión del siguiente ARNt con su aminoácido unido.
El factor procariota EF-Tu ayuda al aminoacil ARNt a moverse a un sitio libre en el ribosoma. En el citoplasma, el EF-Tu se une a una molécula de ARNt cargada (aminoacilada); y este complejo luego entra al ribosoma.
El dominio anticodón del ARNt se asocia al dominio codón del ARNm en el sitio A del ribosoma. Si se produce un emparejamiento correcto entre codón y anticodón, el factor EF-Tu hidroliza GTP para producir (GDP) y fosfato inorgánico. Esto provoca un cambio conformacional en EF-Tu que a su vez provoca que se libere del ARNt, dejando el ribosoma. De este modo el aminoacil ARNt puede calzar completamente en el sitio A del ribosoma, permitiendo que el aminoácido que transporta sea llevado cerca del sitio P, luego de lo cual el ribosoma cataliza la transferencia covalente del polipéptido al aminoácido. Finalmente el ARNt en el sito P (si no acarrea un aminoácido) se mueve al sitio E y el polipéptido es liberado.
El EF-Tu contribuye a la exactitud traduccional en tres formas. Retrasa la hidrólisis del GTP si el ARNt en el sitio A del ribosoma no coincide con el codón del ARNm, lo que aumenta preferencialmente la probabilidad de que un ARNt incorrecto deje el ribosoma. Además añade un segundo retraso luego de que se libere a sí mismo del ARNt, y antes de que el aminoacil ARNt pueda entrar completamente al sitio A del ribosoma. Este período de retraso añade una segunda oportunidad para que un ARNt incorrectamente apareado salga del sitio A antes de que un aminoácido incorrecto sea incorporado a la cadena polipeptídica. El tercer mecanismo todavía no es muy bien entendido, y es la función que cumple el EF-Tu para hacer una comprobación de las asociaciones del aminoacil ARNt, rechazando aquellas en las cuales el aminoácido no se encuentra unido al ARNt que lo codifica.